# Eric Schopler
Eric Schopler (ur. 1927 w Fürth w Niemczech, zm. 7 lipca 2006 w Mebane w USA) – amerykański psycholog, pionier w badaniach nad autyzmem oraz współtwórca kompleksowego programu terapii TEACCH.

## Życiorys
Schopler urodził się i wychował w nazistowskich Niemczech w rodzinie żydowskiej. Rodzina Schoplerów wyemigrowała do Stanów Zjednoczonych w późnych latach trzydziestych. Osiedlili się w Rochester w stanie Nowy Jork.

## Praca zawodowa
Po ukończeniu szkoły średniej wstąpił do Armii Stanów Zjednoczonych. W czasie służby studiował politykę społeczną, a po jej zakończeniu ukończył studia doktoranckie z psychologii rozwojowej małych dzieci na University of Chicago.
Wspólnie z Robertem Reicherem prowadził badania nad autyzmem i jego terapią na Uniwersytecie Północnej Karoliny w Chapell Hill. W 1966 roku założyli razem kompleksowy program terapii i edukacji dzieci z autyzmem oraz dzieci z zaburzeniami w komunikacji – TEACCH.